# Личная гигиена
Ли́чная гигие́на (индивидуа́льная) — раздел гигиены, в котором изучают вопросы сохранения и укрепления здоровья человека, соблюдения гигиенических правил и мероприятий в личной жизни и деятельности, разрабатывают и проводят мероприятия гигиенического воспитания, пропаганду гигиенических знаний и здорового образа жизни с целью повышения гигиенической культуры. В неё входят вопросы гигиенического содержания тела (кожи, волос, ногтей, зубов, обуви, одежды, жилища), правил рационального питания, закаливания организма и физической культуры. При этом некоторыми вопросами личной гигиены также занимается сексология (личная гигиена половых органов, гигиена половой жизни) и гигиена труда (личная гигиена работников при трудовой деятельности).
В более широком понимании личная гигиена — это поведение человека, направленное на гигиеническое содержание тела (кожи, волос, ногтей, зубов), обуви и одежды, жилища, закаливание организма. Является неотъемлемой частью здорового образа жизни.

## Значение личной гигиены в жизни человека

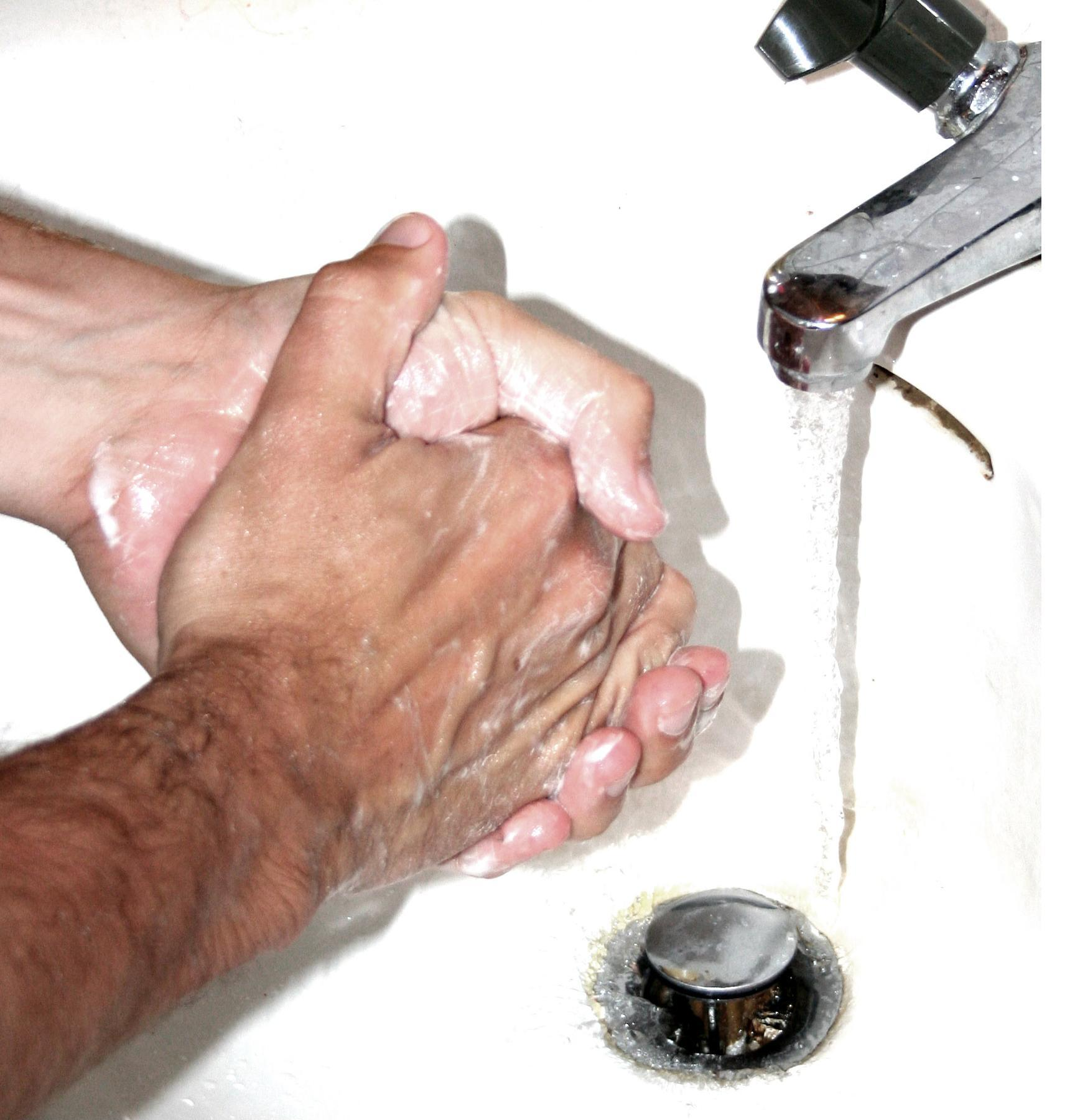
Мытьё рук — один из способов профилактики заражения кишечными инфекциями

В отличие от общественной гигиены, целью которой является укрепление здоровья всего населения или здоровье популяции, личная гигиена направлена на сохранение и укрепление индивидуального здоровья человека.
Общественная гигиена не достигнет своей цели и не сможет сохранить здоровье человека, который будет пренебрегать основами личной гигиены (соблюдение режима труда и отдыха, полноценный сон, рациональное питание, достаточное пребывание на свежем воздухе, соблюдение чистоты кожных покровов, полости рта, одежды, занятия по закаливанию и физической культуре, отсутствие вредных привычек, таких, как курение и злоупотребление алкоголем). Систематическое невнимательное отношение к гигиеническим условиям жизни ухудшает здоровье и снижает работоспособность.
При этом личная гигиена неразрывно связана и с гигиеной в целом, в том числе с общественной. Так, несоблюдение требований личной гигиены в повседневной жизни, особенно представителями некоторых профессий, оказывает неблагоприятное влияние на здоровье окружающих (пассивное курение, возникновение и распространение инфекционных заболеваний и гельминтозов, отравления).

## Гигиена тела человека

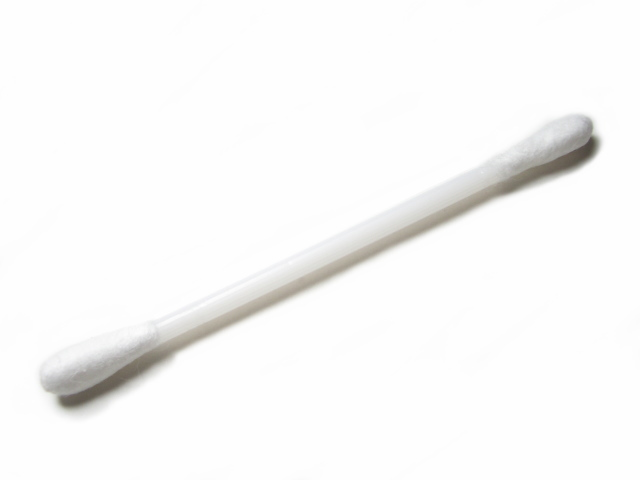
Тупфер, применяемый как ухочистка, не предназначен и не рекомендуется врачами для очистки ушей

Гигиенический уход за телом нужно производить ежедневно.

### Личная гигиена органов зрения
Необходимо следить, чтобы рабочее место было достаточно освещено. Дефицит освещённости на рабочем месте вызывает перенапряжение глаз и может приводить к ухудшению зрения.
При возникновении риска повреждения глаз следует надевать защитные очки. В яркую солнечную погоду обязательно нужно носить солнцезащитные очки для предотвращения перенапряжения глаз и защиты от ультрафиолетового излучения.
Длительное время, проведенное перед экраном цифровых устройств, может вызвать нечёткость зрения, проблемы с фокусировкой и увеличить риск развития близорукости. Следует регулярно делать перерывы при работе с цифровыми устройствами.

### Личная гигиена органов слуха
Гигиена органов слуха.

### Личная гигиена полости рта

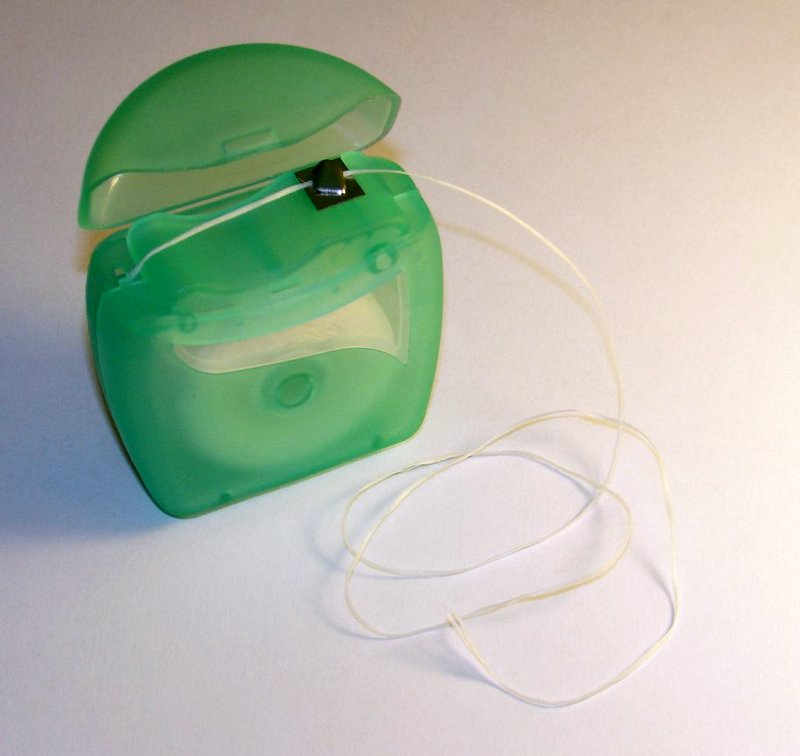
Зубная нить

Гигиена полости рта является средством предотвращения кариеса зубов, гингивита, пародонтоза, неприятного запаха из полости рта (галитоза) и других стоматологических заболеваний. Включает в себя как ежедневную чистку, так и профессиональную, которую производит врач-стоматолог (санация полости рта).
Гигиенический уход за полостью рта производят не менее 2 раз в день после приёма пищи (в идеале после каждого приёма пищи, хотя бы ополоснуть полость рта). Необходимо использовать зубную щётку с подходящей по жёсткости щетиной и зубную пасту (зубной порошок). Чистить зубы надо вертикальными движениями щётки. Менять щётку советуют по мере износа, но не реже, чем каждые 3-4 месяца. Обязательно нужно использовать зубную нить для чистки боковых поверхностей зубов между ними. Зубная щётка должна быть индивидуальной. Также применяют другие стоматологические средства, как ополаскиватели для полости рта, дентальные салфетки, зубочистки.
В качестве профилактики для дезодорирования полости рта после еды, удаления остатков пищи и нормализации pH можно применять жевательную резинку без сахара, для большего эффекта стоматологи рекомендуют применять медицинские или функциональные жевательные резинки с ксилитом и функциональными добавками. После каждого приёма пищи необходимо полоскать рот.
Полоскание горла.

### Личная гигиена кожи
Кожа человека выделяет пот и кожное сало, загрязняется пылью. В норме на коже человека обитают безвредные микроорганизмы, естественная микрофлора человека. При загрязнении кожа теряет свои защитные свойства и на ней начинают размножаться болезнетворные микроорганизмы, а пот и кожное сало, разлагаясь, начинают источать запахи. Немалое количество микроорганизмов скапливается под ногтями. Поэтому рекомендуют принимать ежедневный гигиенический душ, ногти регулярно коротко обстригать. Через грязные руки можно заразиться кишечными инфекциями и гельминтозами, во избежание этого необходимо обязательно мыть руки с мылом после возвращения домой с улицы, после посещения туалета, перед едой. Необходимо ежедневно мыть ноги перед сном с последующим тщательным обтиранием их полотенцем.
Мытьё волос осуществляют не реже двух раз в неделю. Для мытья волос и головы могут применяться мыло или шампунь. Для бритья волос головы, лица и тела используют машинки, триммеры, электробритвы, эпиляторы. Бритвенные станки использовать нежелательно, поскольку они могут повреждать кожу, вызывать раздражение, кровотечение и создавать риск занесения инфекций. Расчёски, бритвенные принадлежности должны быть индивидуальными.
Также к гигиеническим мероприятиям относят применение защитных перчаток, одежды, обуви, кремов для предохранения кожи от ожогов, обморожений, травм (царапины, ссадины, ушибы, занозы), агрессивных химических, ядовитых и заразных веществ.

### Личная гигиена половых органов и промежности

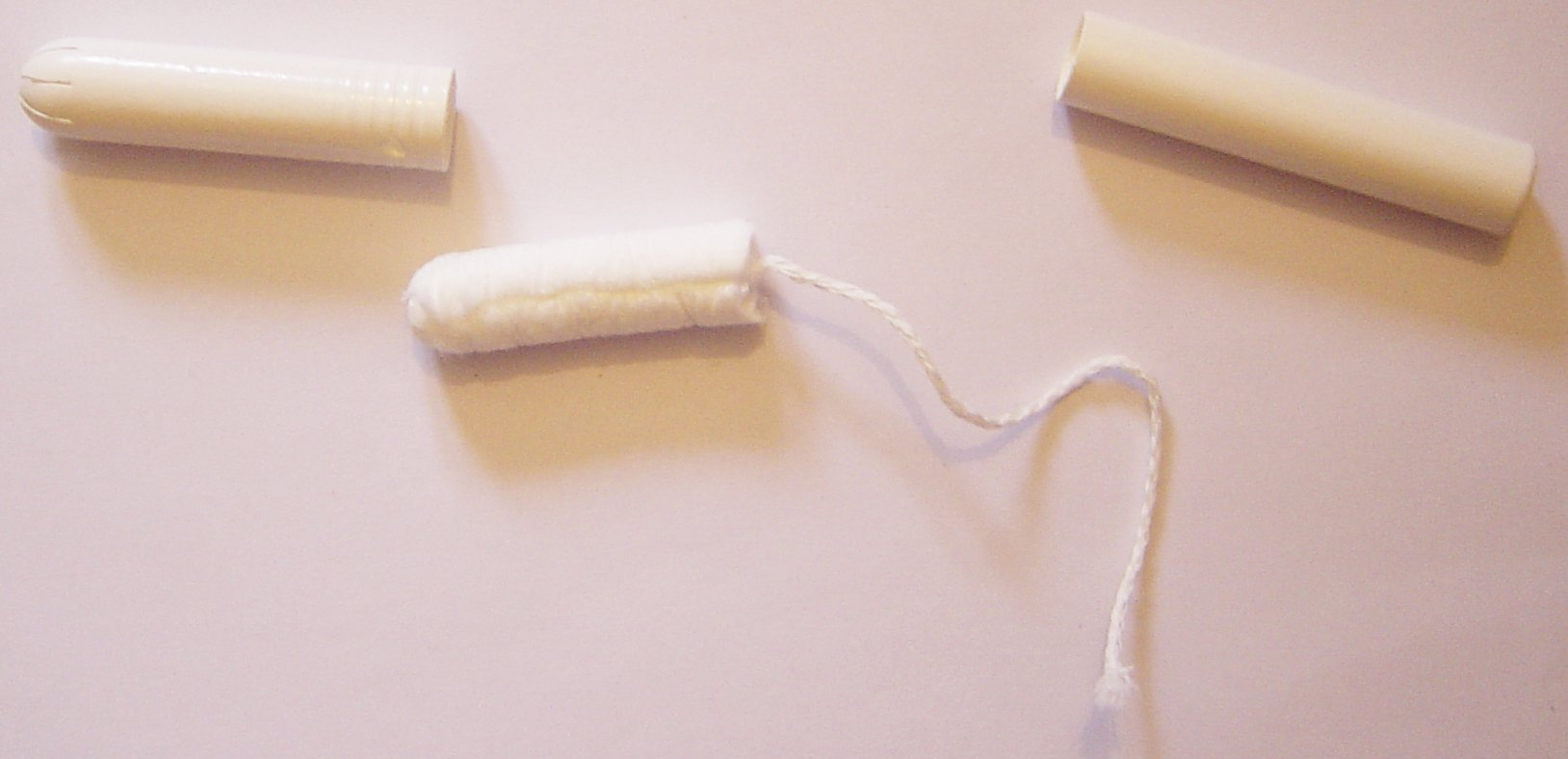
Тампон гинекологический

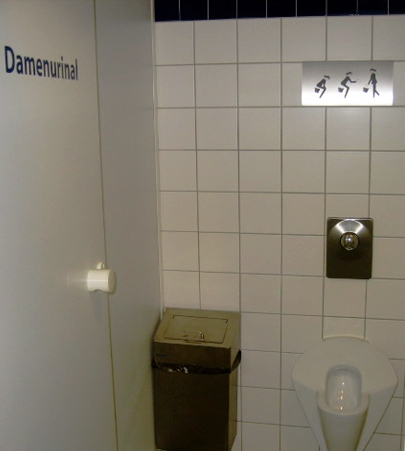
Женский писсуар

Несоблюдение правил личной гигиены половых органов может привести к таким заболеваниям, как уретрит, цистит, кольпит, бартолинит, кандидоз — у девочек и женщин, уретрит, баланит, баланопостит — у мальчиков и мужчин. В связи с тем, что кожа половых органов вырабатывает смегму, которая, накапливаясь, способствует размножению микроорганизмов и развитию воспаления, необходимо регулярно подмываться. Подмывание грудных детей производят после акта дефекации или мочеиспускания. Во избежание заражения заболеваниями, передающимися половым путём, необходимо пользоваться только индивидуальными средствами личной гигиены (полотенце, мочалка, бритвы). После каждого акта дефекации необходимо убирать остатки фекалий туалетной бумагой, салфетками, а затем подмываться.
у мальчиков, мужчин
Рекомендуют[кто?] ежедневное подмывание наружных половых органов (препуциального мешка).
у девочек, женщин
Подтирание и подмывание наружных половых органов девочек, девушек и женщин необходимо производить спереди назад, во избежание заноса инфекции (кишечной палочки и т. д.) из ануса в вульву и влагалище. Подмываться необходимо ежедневно тёплой водой. Не следует часто подмываться с использованием мыла, так как оно приводит к сухости слизистой вульвы и нарушению нормальной микрофлоры влагалища, так как обладает щелочной реакцией. При невозможности подмывания следует применять влажные (гигиенические) салфетки, также желательно их применение после каждого акта мочеиспускания. Во время менструации используют соответствующие предметы личной гигиены (гигиеническая прокладка, тампон гинекологический, менструальная чашечка).

## Гигиена сна и отдыха
Необходимо соблюдать режим сна и бодрствования. Продолжительность ночного сна должна быть не менее 7-8 часов, во избежание недосыпания. Обязательно следует соблюдать режим труда и отдыха, делать перерывы на отдых.

## Гигиенические правила рационального питания
- Соблюдение режима питания — частота приёма пищи (для взрослого человека — не менее 3 раз в сутки[источник не указан 862 дня]), правильное распределение пищевого рациона по времени в течение суток.
- Сбалансированное питание по пищевому составу в течение суток — соотношения белков, жиров, углеводов — 1 : 1,2 : 4,6[источник не указан 862 дня].
- Энергетическая адекватность питания — соблюдение норм калорийности в течение дня в зависимости от физической нагрузки, пола, возраста и других факторов (при умеренной нагрузке для взрослого человека — в среднем около 2850 ккал[источник не указан 862 дня]).
- Соблюдение требований безопасности в отношении продуктов питания — мытьё фруктов и овощей перед употреблением в пищу, соблюдение сроков хранения и годности продуктов питания.
- Соблюдение питьевого режима.
- Достаточное потребление с пищей витаминов, микроэлементов, незаменимых аминокислот, полиненасыщенных жирных кислот.

## Гигиена половой жизни

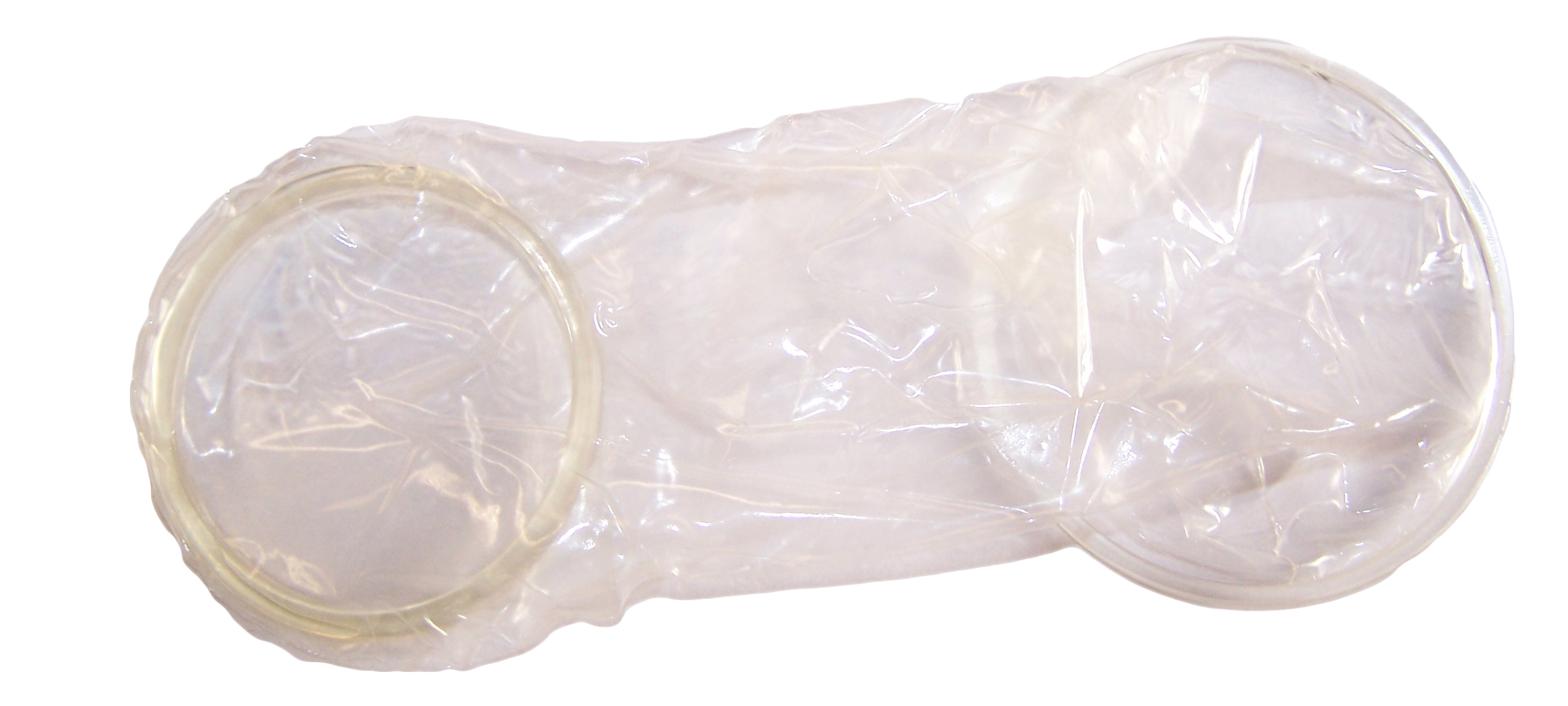
Женский презерватив

Направлена на недопущение возникновения заболеваний передающихся половым путем, в том числе фтириаза, предупреждение соматических заболеваний репродуктивной системы человека, сохранение сексуального здоровья.
Не желательны беспорядочные половые контакты. При половых контактах, если беременность и рождение ребёнка не планируется, следует применять контрацептивы. В случае случайных половых контактов обязательно применять презервативы. Рекомендуют ежегодное профилактическое обследование на сифилис, ВИЧ, гепатит B, даже при отсутствии симптомов, периодические профилактические обследования у гинеколога (для женщин) и уролога/андролога (для мужчин).

## Личная гигиена одежды и обуви
Одежда и обувь защищают человека от холода, снега, дождя, избыточной солнечной радиации, предохраняют кожу от различных загрязнений и вредных воздействий. Одежда должна соответствовать погодным условиям, свободно прилегать к телу, не стеснять движения, не сдавливать кожу. Предпочтительней ткани из натуральных волокон (хлопчатобумажные, льняные, шерстяные), так как они более воздухо- и паропроницаемы, лучше впитывают пот. 
В солнечную погоду всегда следует носить головной убор (бейсболка, шляпа, панама) для защиты головы от солнечного излучения и предотвращения солнечных ударов. В морозную погоду необходимо носить тёплую шапку для защиты головы от переохлаждения, а также балаклаву или шарф для защиты от обморожения лица и шеи. Для профилактики обморожения рук в морозную погоду нужно носить тёплые перчатки.
При подборе обуви необходимо учитывать длину и ширину стопы, окружность голени, так как большие размеры могут привести к потёртостям, а малые к отморожениям и деформациям ног. Обувь должна быть индивидуальной. Необходимо следить за чистотой одежды, особенно нательного белья и носков, своевременно их стирать или менять.

## Гигиенические правила содержания жилища
Жилое помещение нужно проветривать не менее 1 раза в день, влажную уборку проводить — не менее 1 раза в неделю. Конструктивно предусмотренные вентиляционные устройства (отверстия, каналы) должны быть в исправном рабочем состоянии, особенно в комнатах с повышенной влажностью (ванные комнаты, туалеты, кухни) и кухнях с газовыми плитами во избежание развития плесени и накопления продуктов горения, а также радона (может поступать в помещения на верхних этажах с водопроводной водой и природным газом, а на первых этажах и подвалах ещё из почвы).

## Личная гигиена работников при трудовой деятельности

### Личная гигиена работников общественного питания и водоснабжения
К соблюдению правил личной гигиены работниками общественного питания (столовые, кафе, рестораны, продуктовые магазины, предприятия по производству и переработке, хранению, перевозке продуктов питания как готового, так и сырья с полуфабрикатами) и водоснабжения предъявляют особые требования. Обусловлено это тем, что несоблюдение правил личной гигиены этой категорией работников может привести к массовым заболеваниям кишечными инфекциями (сальмонеллёз, дизентерия, пищевая токсикоинфекция, вирусные гепатиты А и Е и т. д.) и пищевым отравлениям среди населения.
Все лица, поступившие на работу должны пройти полное медицинское обследование.

### Личная гигиена медицинского персонала

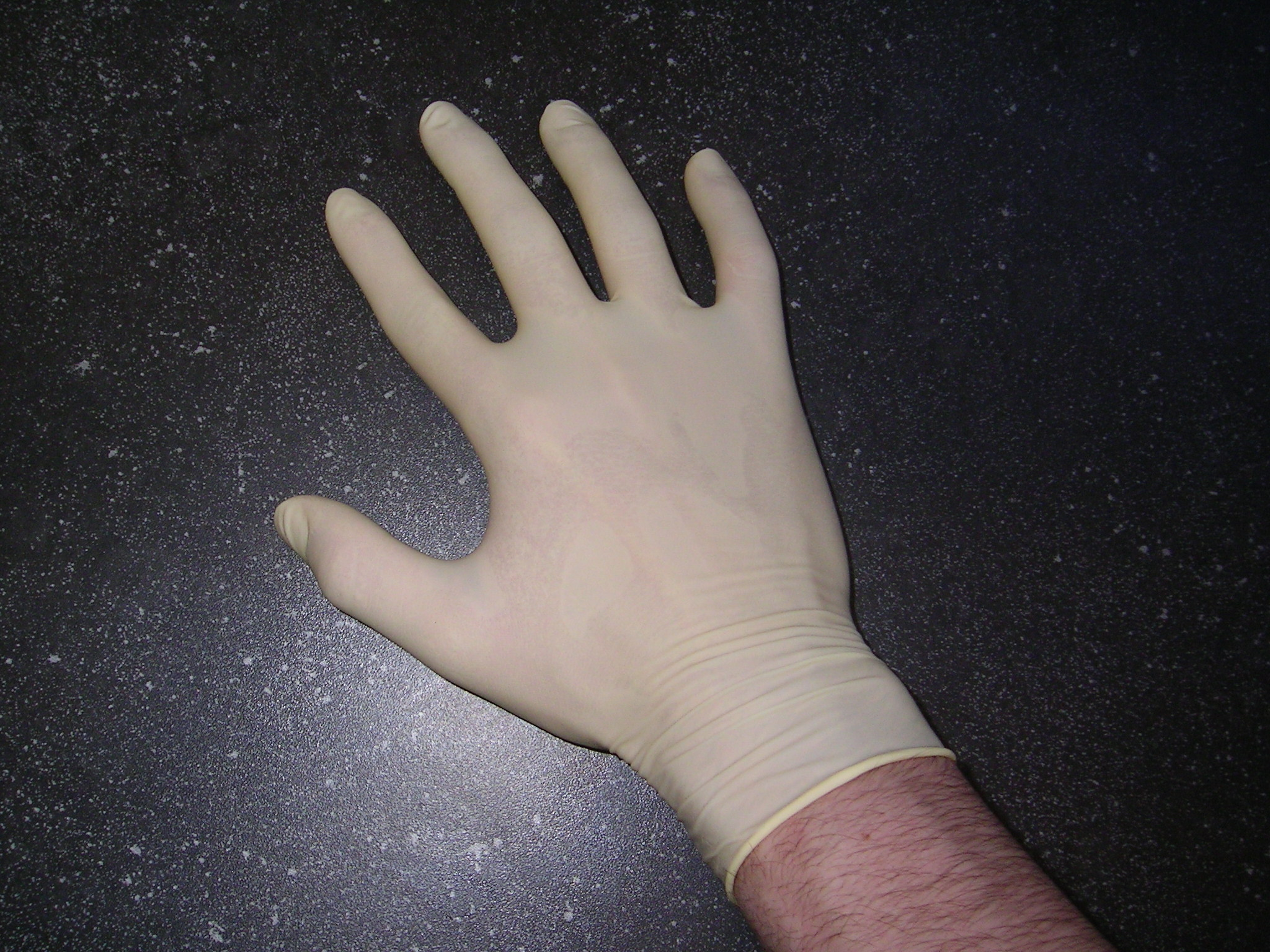
Латексная перчатка

Особенности соблюдения правил личной гигиены медицинскими работниками обусловлены тем, что с одной стороны они непосредственно контактируют с ослабленным больным организмом пациентов, с другой стороны некоторые пациенты страдают инфекционными болезнями, необходимость контакта с биологическими жидкостями и выделениями пациентов. Таким образом, личная гигиена медработников включает более обширные мероприятия направленные на недопущение заражения (отравления, травмирования) пациентов и профилактику заражения инфекционными болезнями, воздействия других вредных факторов при работе с медицинской аппаратурой на самих медицинских работников.

### Личная гигиена парикмахеров
Направлена в первую очередь на профилактику как у себя, так и у клиентов гемоконтактных инфекций: ВИЧ-инфекция, вирусные гепатиты B и C и т. д., поверхностных микозов, педикулёза и чесотки. А также на защиту от агрессивных химикатов, используемых в качестве компонентов некоторых косметических средств (красок для волос и т. д.), воздействия локальной вибрации (при использовании электрических машинок), длительной статической позы в стоящем положении.

### Личная гигиена работников с вредными условиями труда

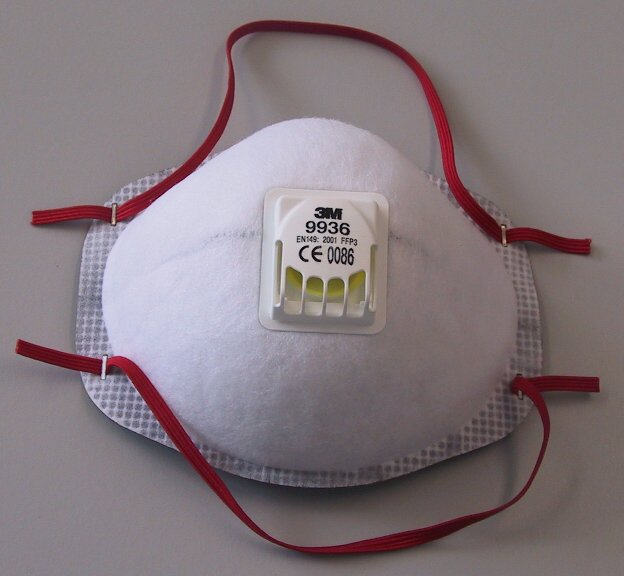
Одноразовый респиратор

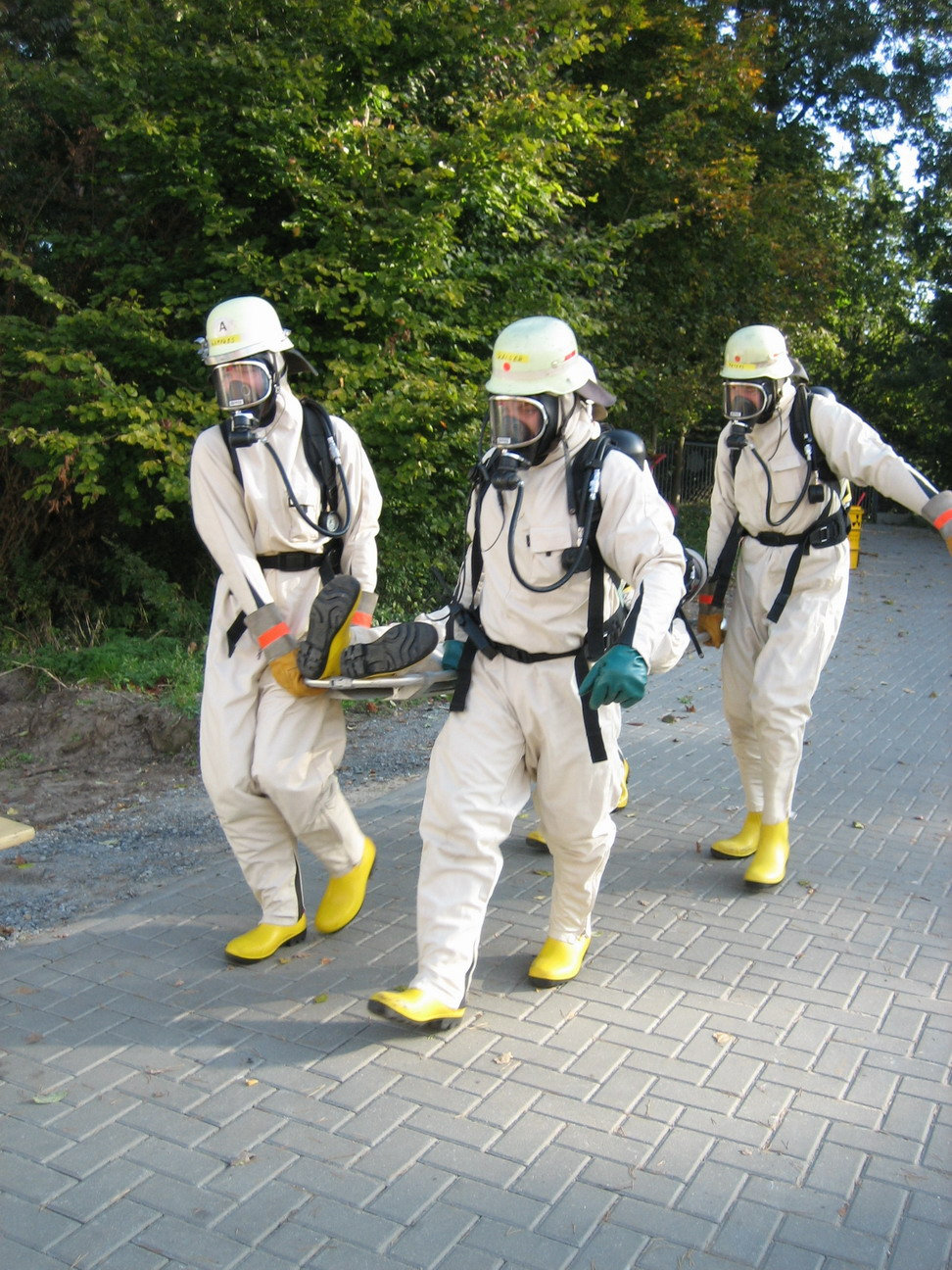
Костюмы для защиты от ионизирующего излучения

К вредным условиям труда могут относить производственные шумы, пыль, аэрозоли, пары́ токсичных веществ, микроорганизмы, аллергены, низкую и высокую температуру, электромагнитные (СВЧ, лазерные) и ионизирующие излучения.
Несмотря на технические мероприятия, направленные на гигиеническое нормирование условий труда, порой невозможно полностью исключить воздействие вредных факторов на работников некоторых производств и профессий. Поэтому дополнительно применяют индивидуальные средства защиты и предписывают мероприятия по снижению таких воздействий.
Так, для индивидуальной защиты от пыли (угольной, асбестовой, строительной) применяют маски и респираторы, очки, беруши, плотную рабочую одежду, помывку в душевых.
Для защиты от шума и вибрации для индивидуальной защиты применяют специальные резиновые коврики, перчатки, беруши, наушники, шлемофоны. Требуют соблюдать режим (ограничение времени контакта или воздействия вредного фактора).

## Личная гигиена больного

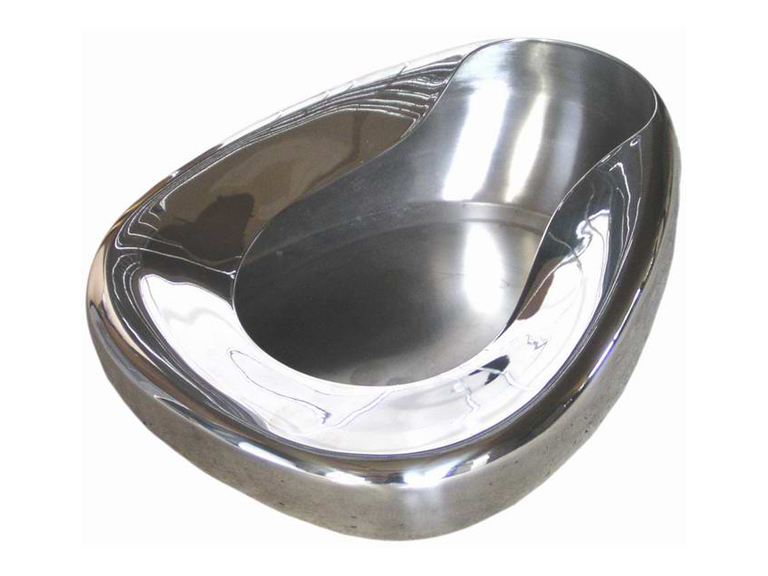
Подкладное судно

## Гигиенические факторы
Утренняя гигиеническая гимнастика, производственная гимнастика, обтирание, обливание, купание.